# Skule Bårdsson
Skule Bårdsson (nórdico antigo Skúli Bárðarson, ca. 1189 — 24 de maio de 1240) foi um nobre norueguês, pretendente ao trono desde 1217. Foi também jarl e duque — o primeiro a ter esse título na Noruega. 
Era meio irmão do rei Ingo II e como tal, recebeu grandes privilégios no reino. Apoiado em seu parentesco —que não era ascendência— real, em 1239 se proclamou rei e encabeçou uma insurreição contra Haakon IV. Sua rebelião foi a última de uma série de conflitos bélicos que açoitaram a Noruega desde 1130, conhecidas como a Guerras Civis Norueguesas.

## Biografia

### Primeiros anos
Skule Bårdsson nasceu en Trøndelag cerca de 1189, filho de Bård Guttormsson e da sua segunda esposa, uma nobre originária de Valdres. Como seu pai morreu em 1194, Skule e seu irmão Guttorm foram viver sob a tutorea de Erling de Kviden, mas pouco depois se mudaram para a corte do novo rei, seu meio irmão Inge Bårdsson, que ascedeu ao trono em 1204 como representante da facção dos birkebeiner.
A primeira ação conhecida de Skule foi uma campanha militar em Trøndelag. Os camponeses do interior da região se rebelaram contra o monarca e se negaram a pagar o imposto do leidang. Skule levou o exército e pode desbaratar a rebelião dos camponeses, que fugiram.

### Pretendente ao trono
O rei Ingo faleceu em 1217, com apenas 30 anos. Pouco antes de sua morte, foi nomeado como jarl da Noruega e se encarregaria da condução do exército. Skule então começou a reclamar para si o trono, baseado em sua posição, em suas aptidões militares e no fato de ser "irmão legítimo" de um rei, nascido dentro de um casamento. Skule não tinha, contudo, ascendência real. Numa ting em Øreting, os birkebeiner se inclinaram pela criança Haakon Håkonsson, um suposto filho ilegítimo do rei Haakon III.
Haakon Håkonsson tinha doze anos e não era apto para tomar as rédeas do governo nem do exército; portanto, firmou-se o compromisso de que, durante a minoridade do rei, Skule se faria regente. Além disso, se colocou sob sua administração direta um terço do país, concretamente Trøndelag, a região onde sus família tinha maior número de adeptos. Assim, Skule herdou um poder tão grande como poucos tiveram, somente atrás do próprio rei.
O rei bagler Filipe Simonsson, que reinava no oriente da Noruega em oposição a Haakon IV, morreu em 1217 e Haakon tomou posse de seus territórios, unificando o país. Skule foi nomeado jarl das províncias orientais, mas em 1224 regressou a Nidaros, em Trøndelag.
Apesar de Haakon ter sido designado rei dos birkebeiner desde 1217, houve na realidade um conflito entre os diversos atores políticos sobre quem devia ser o monarca legítimo. Para por fim às discussões realizou-se uma reunião em Bergen entre os homens mais proeminentes do reino, incluindo a nobreza e o clero. Haakon era mal visto por sua condição de filho ilegítimo e Skule apresentou sua candidatura, junto com outros dois nobres.
Em 1225, Haakon se casou com Margarida, a filha de Skule, com a intenção de unir as famílias para evitar rivalidades entre ambas as partes, uma intenção que, como se demostraria posteriormente, foi em vão.
Em 1226 Skule caiu gravemente doente em Nidaros. Como conseguiu sair com vida, começou a construção de un mosteiro em sua propriedade familiar em Rein, promessa que tinha feito durante sua doença. O mosteiro de monjas de Rein teve a sua irmã, Sigrid, como sua primeira abadessa e seria consagrado aproximadamente em 1230. Skule queria que as terras do marido de Sigrid fizessem parte do patrimônio desta e, portanto, fosse propriedade do novo mosteiro. Isto causou-lhe um conflito com Åsulv Eiriksson, seu cunhado.

### Relação deteriorada com o rei
A relação entre o rei e Skule piorou na década de 1230, apesar da mediação dos bispos noruegueses. O governo de Haakon, cada vez mais forte, fez que a posição de Skule no reino fosse cada vez mais limitado e menos significante. Em 1233, em uma reunião em Bergen, Skule tentou que seu filho ilegítimo Peter fosse seu herdeiro no reino que a ele pertencia, mas suas ambições foram rejeitadas.
Provavelmente como compensação, recebeu em 1237 o título de duque, na primeira ocasião que se utilizou tal dignidade na Noruega. Esse título, contudo, não tinha grande significado, segundo o historiador Andreas Holmsen, pois seu poder era cada vez mais limitado. Por exemplo, foi retirado o direito de governar na terceira parte do país, e em vez disso ele foi dado um terço da renda nacional.

### Rebelião e proclamação
Em 1239, a relação entre Haakon e Skule se deterioraram ao máximo. O duque organizou esse ano uma insurreição e se fez proclamar rei por seus seguidores no Øreting, em Nidaros. O clero se opôs a essa decisão, sobretudo quando os homens de Skule roubaram o relicário de Santo Olavo da Catedral de Nidaros para que o clero prestasse o juramento real e ameaçou com excomungar ao recém proclamado rei. Tentou aliar-se com Canuto Håkonsson, um antigo pretendente ao trono, mas ele se alinhou ao grupo do rei Haakon.
Ainda assim, Skule reuniu um exército contra Haakon IV e se dirigiu ao sul, até Bergen. Haakon enviou um exército para combatê-lo e ambas as forças se enfrentaram na batalha de Låka, em Nannestad, próximo de Oslo. A vitória foi para Skule. Haakon ordenou a retirada e reagrupou pouco depois as suas forças.
O duque Skule entrou na cidade de Oslo, mas as forças do rei Haakon chegaram durante a noite de 21 de abril de 1240 à ilha Hovedøya, em frente da costa da cidade. Tinham como objetivo tomar desprevenido a Skule durante a manhã seguinte, mas quando se aproximaram da cidade foram descobertos. Ainda assim, o exército de Haakon conseguiu penetrar a cidade pela parte sul e enfrentaram-se com Skule nas proximidades da Catedral de Santo Hallvard. O exército de Haakon era superior em número e seus inimigos tiveram que retirar-se e buscar refúgio no interior da catedral. Invocando a paz de Deus, os sobreviventes, entre eles Skule, não puderam ser perseguidos no templo. Nesse dia morreu Peter, o filho de Skule.
No dia seguinte, Skule pode escapar e esconder-se nos bosques nas redondezas da cidade. Permaneceu escondido durante o inverno e logo se dirigiu até Nidaros, com o propósito de organizar um novo exército. Mas em 24 de maio desse ano uma frota do rei Haakon chegou à região de Trøndelag, dificultando seu objetivo. Arruinado, pode encontrar refúgio no Convento de Elgeseter. Com a mediação do arcebispo Sigurdo de Nidaros tentou alcançar uma reconciliação entre as partes. No entanto, os seguidores de Haakon atearam fogo ao convento, quando Skule e seus seguidores vieram a falecer.
Foi sepultado na Catedral de Nidaros. Em uma cripta da catedral existe atualmente uma coroa ducal que poderia tratar-se da de Skule.

## Legado

Escudo de armas do município de Rissa (Sør-Trøndelag), com o símbolo do duque Skule Bårdsson.

A morte de Skule Bårdsson representou o final das Guerras Civis Norueguesas, uma série de conflitos armados que duravam 110 anos. Entre alguns dos fatores que as tinham desencadeado foram as regras de sucessão monárquica pouco claras, que levavam a que em várias ocasiões houvesse mais de um rei no governo. Com a morte de Skule, não houve mais oposição a Haakon IV, que permaneceu como o único rei. Em concordância com o ponto de vista clerical europeu, Haakon nomeou como seu sucessor seu filho mais velho, nascido dentro do matrimônio. A primogenitura e a legitimidade da filiação foram desde então as condições para aceder ao trono norueguês. O título de duque, por sua vez, ficou reservado então para os filhos dos reis que não herdavam o trono.
O célebre historiador islandês Snorri Sturluson se inclinou por Skule Bårdsson como seu candidato para ocupar o trono durante uma visita que realizou à Noruega entre 1237 e 1239. Em 1241, Snorri foi assassinado na Islândia por seguidores de Haakon.
Durante as escavações nos terrenos do Palácio do Arcebispado em Trondheim foi descoberta uma lápide que supostamente pertenceu ao duque. Esta lápide tem talhado o rosto de um homem com uma espécie de coroa na cabeça, presumivelmente a coroa ducal. Esta imagem serviu de inspiração para o escudo de armas do município de Rissa. Em Rissa estava Rein, o feudo familiar de Skule Bårdsson.  
O dramaturgo Henrik Ibsen compôs em 1864 a obra Kongsemnerne, na que aborda a rivalidade entre Skule e Haakon IV.

## Descendência
Sabe-se da existência de duas filhas, nascidas da união com Ragnhild Jonsdotter:
- Margarida (1208-1270). Rainha da Noruega, consorte de Haakon IV. Através dela, os reis da Noruega seriam descendentes de Skule.
- Ingrid. Esposa de Canuto Håkonsson, um aspirante ao trono norueguês.